# Javier Peña
Javier Peña es un exagente de la Administración para el Control de Drogas (DEA) que investigó a Pablo Escobar y al Cártel de Medellín con su compañero Steve Murphy. Peña trabajó como asesor para la producción de la serie Narcos de Netflix. Peña no participó en las operaciones contra el Cártel de Cali de la DEA; su participación en esa investigación en la tercera temporada de la serie de Netflix es un relato ficticio. Tras la investigación del Cártel de Medellín, Peña trabajó para la DEA en investigaciones en Puerto Rico, Texas y Colombia. Peña se jubiló como agente de la DEA en 2014.
Peña creció en Kingsville, Texas y asistió a la Universidad de Texas A&I (actual Universidad de Texas A&M-Kingsville), donde estudió sociología y psicología.